# Progrés (Adiguesia)
Progrés (del ruso: Прогресс) es un jútor del raión de Guiaguínskaya, en la república de Adiguesia de Rusia. Está situado 10 km al este de Guiaguínskaya y 30 km al norte de Maikop y pertenece al municipio Airiumovskoye. Tenía 963 habitantes en 2010